# Leta Mare
Leta Mare (în maghiară Létavértes) este un oraș în districtul Derecske, județul Hajdú-Bihar, Ungaria, având o populație de 7.237 de locuitori (2011). 

## Demografie
Componența etnică a orașului Leta Mare
     Maghiari (94,1%)
     Romi (4,15%)
     Necunoscut (0,3%)
     Alții (1,44%)
Componența confesională a orașului Leta Mare
     Reformați (40,76%)
     Greco-catolici (18,49%)
     Fără religie (11,1%)
     Romano-catolici (6,31%)
     Necunoscută (22,92%)
     Alte religii (1,64%)
Conform recensământului din 2011, orașul Leta Mare avea 7.237 de locuitori. Din punct de vedere etnic, majoritatea locuitorilor (94,1%) erau maghiari, cu o minoritate de romi (4,15%). Apartenența etnică nu este cunoscută în cazul a 0,3% din locuitori. Nu există o religie majoritară, locuitorii fiind reformați (40,76%), greco-catolici (18,49%), persoane fără religie (11,1%) și romano-catolici (6,31%). Pentru 22,92% din locuitori nu este cunoscută apartenența confesională.

În anul 1881 la Leta Mare locuiau 5386 de persoane, dintre care 3369 maghiari, 1678 români, 68 germani, 50 ucraineni și 221 din alte etnii. Din punct de vedere religios, 3099 erau reformați, 1853 greco-catolici, 278 mozaici, 141 romano-catolici, 15 din alte religii.

## Personalități
- Nicolae Vulcan (1805-1884), tatăl lui Iosif Vulcan, a slujit, în calitate de preot greco-catolic, timp de 35 de ani, începând din 1844, în biserica greco-catolică din Leta Mare / Létavértes.
- Romulus Marchiș (1865-1925), ulterior protopop de Carei, a fost administrator al parohiei greco-catolice din Leta Mare în anii 1889-1890